# Achères (Yvelines)
Achères [aʃɛʁ] ist eine französische Gemeinde mit 21.663 Einwohnern (Stand 1. Januar 2022) im Département Yvelines in der Region Île-de-France. Sie liegt im Arrondissement Saint-Germain-en-Laye.

## Allgemeines
Der Ort liegt etwa 24 Kilometer nordwestlich des Pariser Stadtzentrums. Die Gemeinde wird westlich von einer Schleife der Seine und südöstlich vom Waldgebiet von Saint-Germain-en-Laye begrenzt. Zwischen Achères und der Nachbargemeinde Poissy liegt das Automobilwerk Poissy des Autokonzerns PSA Peugeot Citroën.
Bis zur Gebietsreform des Großraums Paris im Jahr 1968 gehörte die Stadt zum Département Seine-et-Oise. Im Zuge der Neuordnung der Kantone in Frankreich im Jahr 2015 wurde die Gemeinde dem neu gebildeten Kanton Poissy zugeteilt.

## Verkehrsanbindung
Achères verfügt über zwei Personenbahnhöfe. Achères-Ville liegt am östlichen Ortsrand an der Bahnstrecke Achères–Pontoise und wird vom Streckenast A3 der Nahverkehrslinie RER A sowie der Regionalbahnlinie Transilien L bedient; der Kreuzungsbahnhof Achères-Grand-Cormier befindet sich etwas südöstlich der Kommune im Ortsteil Grand Cormier der Nachbarkommune Saint-Germain-en-Laye, liegt zudem an der Bahnstrecke Paris–Le Havre und wird vom Streckenast A5 der RER A bedient. Die RER-Züge streben dem unterirdischen Knotenbahnhof Châtelet - Les Halles im Zentrum von Paris zu und fahren von dort aus weiter in den Osten der Metropolregion; die Transiliens enden im Bahnhof Paris Gare Saint-Lazare im nordwestlichen Zentrum der Hauptstadt. In unmittelbarer Nachbarschaft von Achères-Grand-Cormier befinden sich der große Rangierbahnhof Triage d'Achères sowie Depots und Werkstätten für Triebfahrzeuge.
Über den Autobahnanschluss der Nachbargemeinde Poissy ist die A 14 zu erreichen. An der Gemeinde führt die  Nationalstraße N184 vorbei.

## Geschichte
Das Gebiet um Achères war wegen der häufigen Überschwemmungen der Seine nicht für die Landwirtschaft geeignet. Daher wurde von 1847 bis 1855 ein sechs Kilometer langer Damm zum Schutz vor weiteren Überschwemmungen zwischen der Brücke bei Conflans-Sainte-Honorine und Poissy gebaut. 1852 und 1866 kam es zu Cholera-Epidemien. 
Am Rand des Walds wurde 1882 ein Rangierbahnhof gebaut, der mittlerweile geschlossen wurde. Zur Erinnerung an die Bedeutung des Güterverkehrs für die Gemeinde wurde ein bunter Güterwaggon neben dem Rathaus aufgestellt.

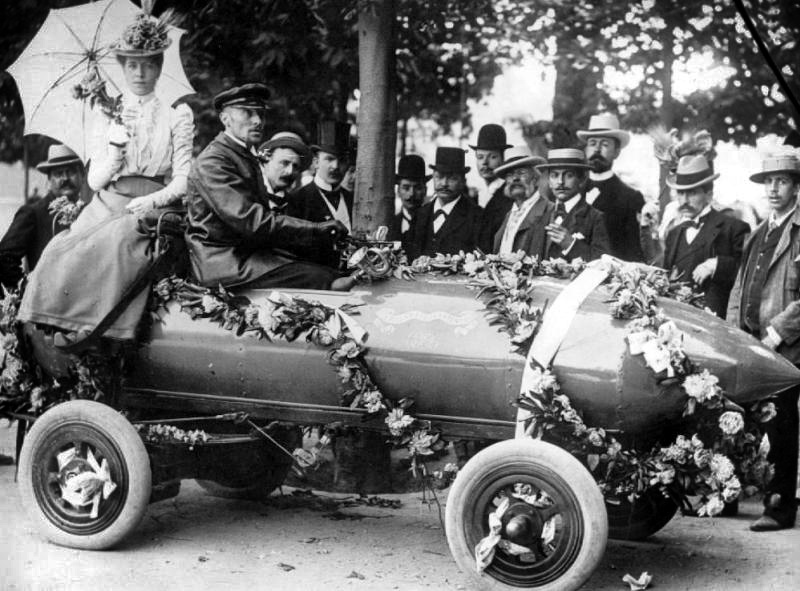
Die La Jamais Contente bei der Siegerparade 1899 in Achères

1898 und 1899 war Achères Austragungsort des von der Zeitung La France Automobile ausgeschriebenen Wettbewerbs zur Erreichung des Geschwindigkeitsrekords für Straßenfahrzeuge. In mehreren Duellen zwischen dem Franzosen Gaston de Chasseloup-Laubat und dem Belgier Camille Jenatzy wurde der Rekord von anfänglich 63 km/h auf 105 km/h verbessert. Siegreich war Jenatzy mit seiner elektrisch angetriebenen La Jamais Contente am 29. April 1899.
1940 wurde die Kläranlage Seine-Aval errichtet. Sie war damals eine der ersten Kläranlagen Frankreichs und verarbeitete Abwasser aus dem ganzen Großraum Paris.
Während der Zeit der Unruhen in Frankreich 2005 wurden auch in Achères Autos zerstört. Im November 2005 ging ein Kindergarten in der Gemeinde in Flammen auf.

## Bevölkerungsentwicklung

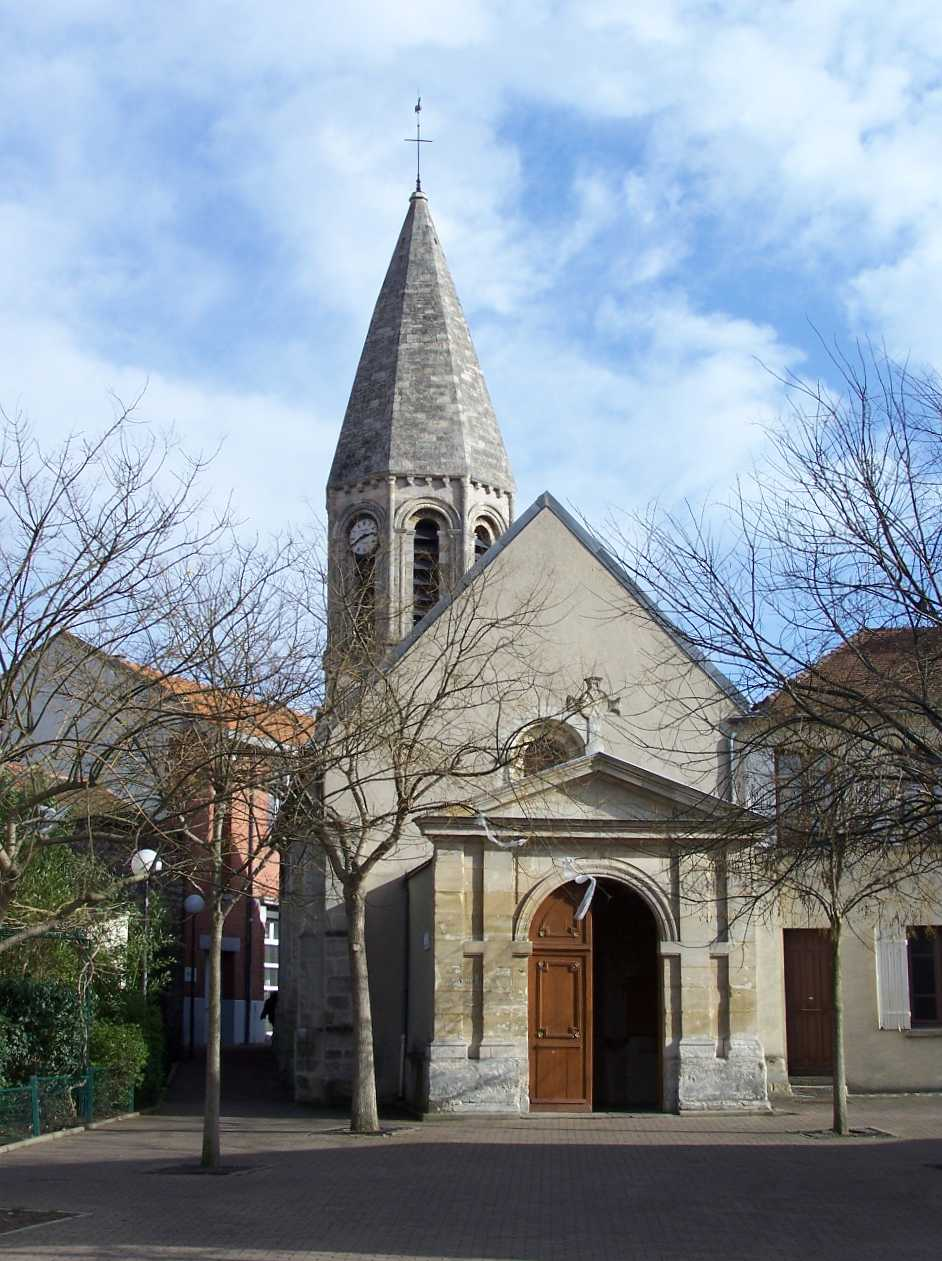
Kirche Saint-Martin

| 1793 | 1881 | 1901  | 1926  | 1946  | 1962  | 1968   | 1975   | 1982   | 1999   | 2006   | 2021   |
| ---- | ---- | ----- | ----- | ----- | ----- | ------ | ------ | ------ | ------ | ------ | ------ |
| 349  | 847  | 1.158 | 2.374 | 3.936 | 5.390 | 10.444 | 15.172 | 15.351 | 18.492 | 19.850 | 21.368 |

Quelle: Cassini

## Sehenswürdigkeiten
- Kirche Saint-Martin, erbaut im 12. Jahrhundert (siehe auch: Liste der Monuments historiques in Achères (Yvelines))

## Gemeindepartnerschaften
- Großkrotzenburg in Deutschland
- Amarante in Portugal

## Persönlichkeiten
- Andrée Lafayette (1903–1989), Theater- und Filmschauspielerin